# Davide Sanguinetti
Davide Sanguinetti (Viareggio, 25 augustus 1972) is een voormalig Italiaanse tennisser die tussen 1993 en 2009 actief was in het professionele tenniscircuit.
Sanguinetti speelde voor zijn profcarrière college-tennis in de Verenigde Staten voor de UCLA. Sanguinetti heeft nooit veel kunnen laten zien, maar baarde achteraf opzien door in 2002 twee ATP-toernooien te winnen en ten koste van niet de eerste de beste. Hij won in eigen land het ATP-toernooi van Milaan ten koste van de Zwitser Roger Federer en het ATP-toernooi van Delray Beach ten koste van de Amerikaan Andy Roddick. Beide spelers waren toen nog in opkomst. 
Sanguinetti is na zijn actieve loopbaan een tijd lang de coach van de Russin Dinara Safina geweest.

## Palmares

#### Enkelspel
| Legenda                       | Legenda               |
| ----------------------------- | --------------------- |
| Grand Slam                    |                       |
| Olympische Spelen             |                       |
| tot 2009                      | vanaf 2009            |
| Tennis Masters Cup            | ATP Finals            |
| ATP Masters Series            | ATP Tour Masters 1000 |
| ATP International Series Gold | ATP Tour 500          |
| ATP International Series      | ATP Tour 250          |

| Nr.              | Datum             | Toernooi          | Ondergrond    | Tegenstander in finale | Score            | Details |
| ---------------- | ----------------- | ----------------- | ------------- | ---------------------- | ---------------- | ------- |
| Gewonnen finales |                   |                   |               |                        |                  |         |
| 1.               | 3 februari 2002   | ATP Milaan        | Hardcourt (i) | Roger Federer          | 7-6(2),4-6, 6-1  | Details |
| 2.               | 10 maart 2002     | ATP Delray Beach  | Hardcourt     | Andy Roddick           | 6-4, 4-6, 6-4    | Details |
| Verloren finales |                   |                   |               |                        |                  |         |
| 1.               | 10 mei 1998       | ATP Coral Springs | Hardcourt     | Andrew Ilie            | 5-7, 4-6         | Details |
| 2.               | 17 september 2000 | ATP Tasjkent      | Hardcourt     | Marat Safin            | 3-6, 4-6         | Details |
| 3.               | 25 februari 2001  | ATP Memphis       | Hardcourt (i) | Mark Philippoussis     | 3-6, 7-6(5), 3-6 | Details |
| 4.               | 16 februari 2003  | ATP San José      | Hardcourt (i) | Andre Agassi           | 3-6, 1-6         | Details |

### Dubbelspel
| Nr.                           | Datum           | Toernooi   | Ondergrond | Partner       | Tegenstanders in finale           | Score       | Details |
| ----------------------------- | --------------- | ---------- | ---------- | ------------- | --------------------------------- | ----------- | ------- |
| Gewonnen finales heren dubbel |                 |            |            |               |                                   |             |         |
| 1.                            | 27 juli 1997    | ATP Umag   | Gravel     | Dinu Pescariu | Dominik Hrbatý Karol Kučera       | 7-6, 6-4    | Details |
| Verloren finales heren dubbel |                 |            |            |               |                                   |             |         |
| 1.                            | 5 februari 2006 | ATP Zagreb | Tapijt [i] | Andreas Seppi | Jaroslav Levinský Michal Mertinák | 6-7(7), 1-6 | Details |

## Prestatietabel
| Legenda | Legenda                          |
| ------- | -------------------------------- |
| g.t.    | geen toernooi gehouden           |
| l.c.    | lagere categorie                 |
| –       | niet deelgenomen                 |
| G       | uitgeschakeld in de groepsfase   |
| 1R      | uitgeschakeld in de eerste ronde |
| 2R      | uitgeschakeld in de tweede ronde |
| 3R      | uitgeschakeld in de derde ronde  |
| 4R      | uitgeschakeld in de vierde ronde |
| KF      | uitgeschakeld in de kwartfinale  |
| HF      | uitgeschakeld in de halve finale |
| F       | de finale verloren               |
| W       | het toernooi gewonnen            |
| w-v     | winst/verlies-balans             |

### Prestatietabel grand slam, enkelspel
| Toernooi        | 1997 | 1998 | 1999 | 2000 | 2001 | 2002 | 2003 | 2004 | 2005 | 2006 | 2007 |
| --------------- | ---- | ---- | ---- | ---- | ---- | ---- | ---- | ---- | ---- | ---- | ---- |
| Australian Open | –    | 2R   | 2R   | 1R   | 1R   | 1R   | 1R   | 1R   | 1R   | 2R   | –    |
| Roland Garros   | –    | 1R   | 3R   | 1R   | 1R   | 2R   | 1R   | –    | 2R   | 2R   | –    |
| Wimbledon       | –    | KF   | 1R   | 1R   | 2R   | 1R   | 1R   | 1R   | 2R   | 2R   | 1R   |
| US Open         | 1R   | 3R   | –    | 1R   | 2R   | 1R   | 2R   | 1R   | 4R   | 1R   | –    |

### Prestatietabel grand slam, dubbelspel
| Toernooi        | 1997 | 2003 | 2004 | 2005 | 2006 | 2007 |
| --------------- | ---- | ---- | ---- | ---- | ---- | ---- |
| Australian Open | –    | 1R   | 1R   | –    | 1R   | 1R   |
| Roland Garros   | –    | 3R   | –    | 1R   | 1R   | –    |
| Wimbledon       | –    | –    | –    | 1R   | 1R   | –    |
| US Open         | 2R   | –    | –    | 1R   | 1R   | –    |